# Малышев, Дмитрий Евгеньевич
Дмитрий Евгеньевич Малышев (род. 30 марта 1965) — российский управленец, предприниматель и международный общественный деятель, первый российский председатель совета директоров «Нефтяной индустрии Сербии».

## Профессиональная деятельность
Основал и руководил инвестиционной компанией «Газинвест» и агентством регистрации и трансферта «Волга-рекордс».
Являлся членом советов директоров ряда крупных компаний средневолжского региона («Волготанкер», «Самараэнерго», «Тольяттикаучук», авиакомпании «Самара», «Волгопромгаз», «Средневолжской газовой компании», Куйбышевского завода синтетического спирта, Новокуйбышевского нефтехимического комбината), а также словацкой газовой компании «Словрусгаз». Член советов директоров ряда компаний группы «Интер РАО ЕЭС». Первый российский председатель совета директоров «Нефтяной индустрии Сербии».
Участвовал[уточнить] в реформировании РАО ЕЭС России, создании Средневолжской межрегиональной управляющей энергетической компании (СМУЭК) (управляющей компании «Самараэнерго», «Ульяновскэнерго», «Саратовэнерго» и «Калмэнерго»).
Участвовал в реализации крупнейших российских и международных проектов группы Газпром, в том числе:
- разработка концепции либерализации газового рынка (руководитель проекта)[источник не указан 4884 дня];
- приобретение Каунасской ТЭЦ (Литва) (руководитель проекта)[источник не указан 4884 дня];
- приобретение в консорциуме с компаниями E.ON Ruhrgas и Gaz de France контроля над словацкой газовой компанией СПП (руководитель проекта), представитель «Газпрома» в Словакии[5][6];
- урегулирование разногласий между акционерами Московского нефтеперерабатывающего завода (МНПЗ)[7][нет в источнике];
- проведение переговоров о подготовке, подписании и реализации межправительственного Соглашения о сотрудничестве в нефтегазовой отрасли между Россией и Сербией[8];
- приобретение 51 % акций Нафтна индустрија Србије («Нефтяной индустрии Сербии»)[9];[10];
- Южный поток, в качестве исполнительного директора компании South Stream d.o.o. Novi Sad (Сербия)[11].

В разное время: советник Председателя Правления ОАО Газпром Нефть , советник Генерального директора ОАО «Российские сети» (ранее ОАО «Холдинг МРСК»), советник Губернатора Санкт Петербурга.

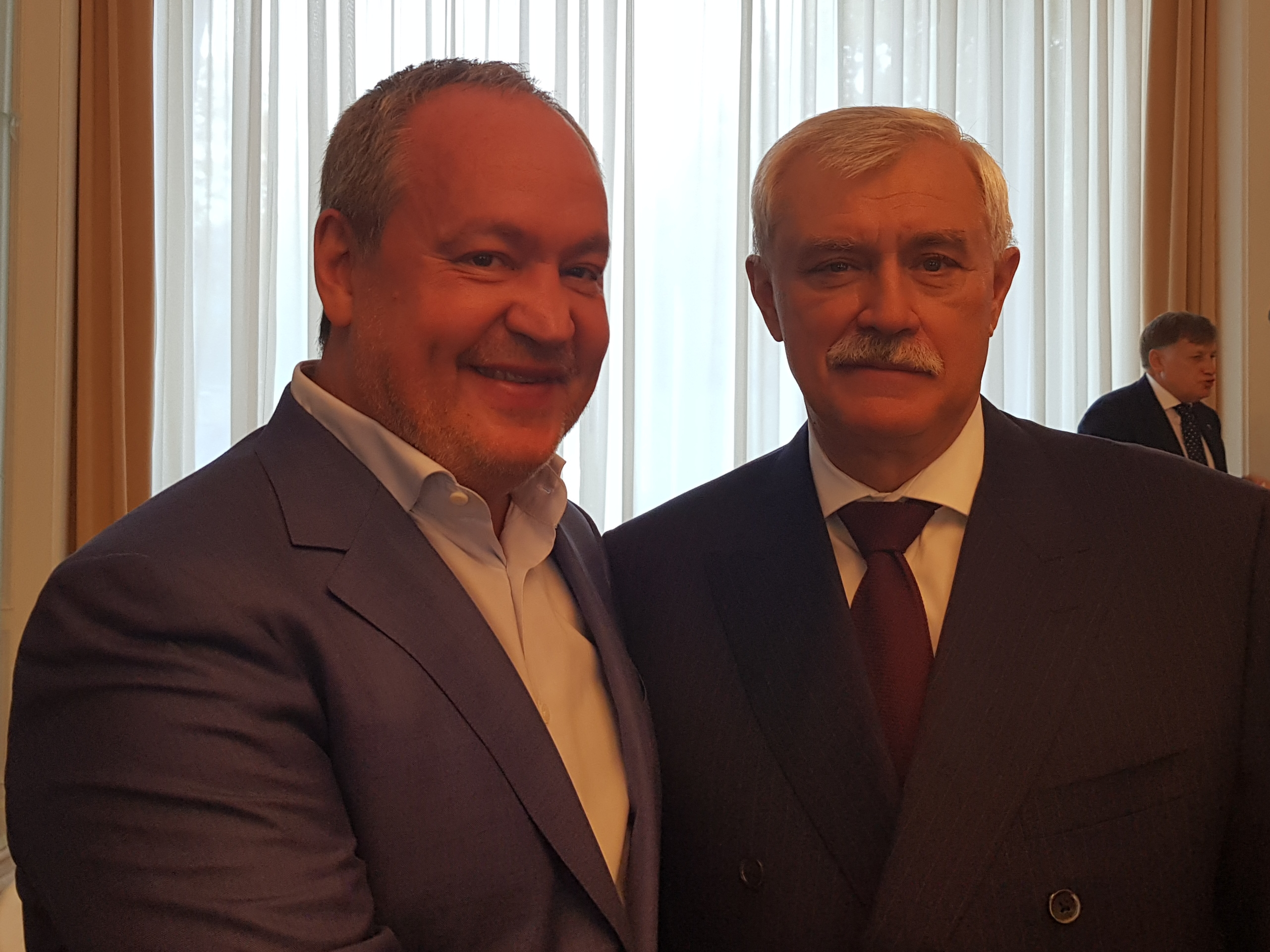
Полтавченко Г.С., Губернатор Санкт-Петербурга и Малышев Д.Е., советник Губернатора

Член Ассоциации независимых директоров РФ. доктор экономических наук.

## Награды
- Орден Святого Саввы II степени (Сербия), 2010 г. — За вклад в укрепление дружбы между российскими и сербскими народами и развитию взаимосвязей между Россией и Сербией[14][15];
- Знак Отличия Сербской Православной Церкви, 2012 г.;
- Большой Орден Святых Равноапостольных Кирилла и Мефодия с золотой звездой, 2010 г. — За укрепление отношений между Россией, Чехией и Словакией[16];
- Орден Святой Катарины Кантакузины Бранкович (Хорватия), 2013 г.[17];
- Патриаршая Грамота Патриарха Московского и Всея Руси, 2015 г. — Во внимание к трудам на благо Церкви и Отечества.

За особые заслуги в инициировании и сопровождении оказания Российской Стороной Сербии помощи в завершении внутреннего убранства Храма Святого Саввы, Белград, Сербия избран Почётным академиком Российской Академии Художеств.

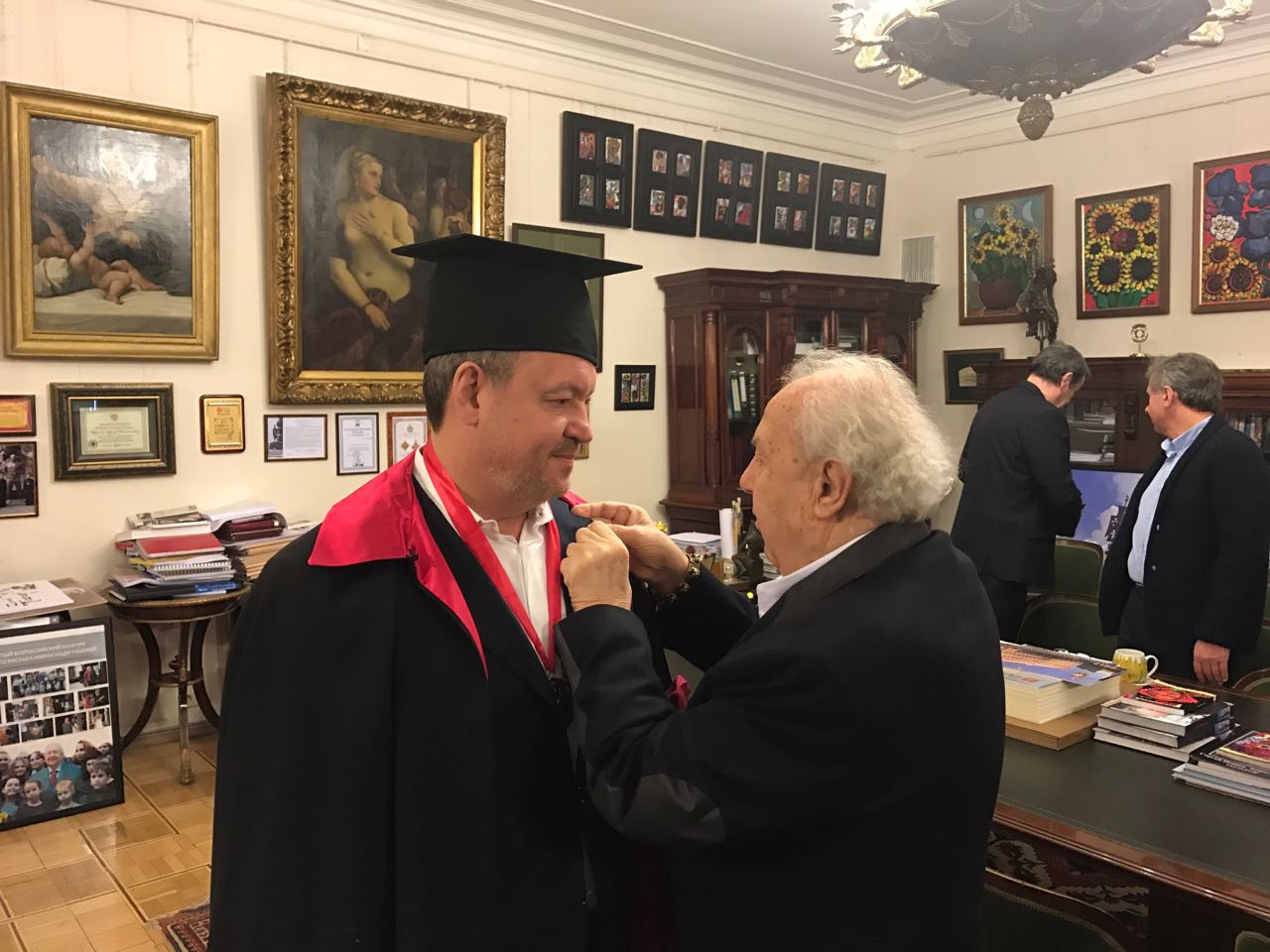
Президент Российской Академии Художеств З.К.Церетели вручает Д.Е.Малышеву регалии Почётного Академика